# Patricia Muñoz
Patricia Alejandra Muñoz García (Osorno, Chile, 9 de diciembre de 1977) es una abogada chilena, especializada en derecho penal y derechos de la infancia. Se desempeñó como la primera Defensora de la Niñez de Chile, cargo que ejerció entre el 1 de junio de 2018 y el 31 de mayo de 2023.

## Estudios y carrera profesional
Nació en Osorno, en la Región de Los Lagos. Es hija de René Atilio Muñoz Marcos y Patricia Victoria García Konczak. Estudió derecho en la Universidad Católica de Temuco. Posteriormente, cursó un Magisterio en docencia universitaria de la Universidad del Desarrollo. Luego de egresar de la universidad, se unió al Ministerio Público de Chile, desempeñándose como Gerenta de la División de Atención a las Víctimas y Testigos, como Directora de la Unidad Especializada en Derechos Humanos, Violencia de Género y Delitos Sexuales y, durante nueve años, como Fiscal especializada en delitos sexuales y violentos. En 2007 fue Presidenta de la Asociación Nacional de Fiscales.
El 18 de abril de 2018, con 39 votos a favor y de forma unánime, el pleno del Senado aprobó su candidatura para encabezar la Defensoría de la Niñez de Chile, organismo público, creado como una corporación autónoma de derecho público, encargada de difundir, promover y proteger los derechos de los niños, niñas y adolescentes.
Su mandato de cinco años estuvo marcado por una serie de controversias. En noviembre de 2019, y en el marco del estallido social chileno, expuso ante la Comisión Interamericana de Derechos Humanos (CIDH), en Quito, Ecuador, sobre la situación de los derechos humanos en el país producto de las manifestaciones sociales que se vivían en el territorio. En tal contexto, indicó:

Lamento profundamente que el Estado de mi país se permita sostener ante esta comisión situaciones que no se condicen con la realidad que niños, niñas y adolescentes en Chile están viviendo, menos me parece razonable que el Estado de Chile pretenda hablar de los daños materiales sin haber hecho una reflexión respecto de los Derechos Humanos de todas las víctimas que en nuestro caso e igual que en el Instituto Nacional de Derechos Humanos tienen nombre y apellido, caras y rostros.

Tal intervención en contra de la delegación chilena ante la CIDH generó una serie de reacciones. Mientras algunos felicitaron su intervención al hacer "un duro llamado al gobierno a poner el foco en lo importante", otros la tildaron derechamente de "activista".
En diciembre de 2020, Muñoz se vio involucrada en una de sus mayores controversias cuando los diputados oficialistas Tomás Fuentes (RN), Camila Flores (RN), Miguel Mellado (RN) y Álvaro Carter (ex UDI) presentaron una solicitud de remoción en su contra. Esta acción fue respaldada por un total de 52 parlamentarios de la Cámara de Diputadas y Diputados de Chile. La controversia surgió a raíz de un video, parte de la campaña "Derechos 2020" impulsada por la Defensoría de la Niñez, que incluía la frase "saltarse los torniquetes". Algunos interpretaron esta frase como una referencia directa al inicio de las protestas del 18 de octubre de 2019, lo que llevó a acusaciones de que Muñoz estaba incitando a los jóvenes a cometer un delito. Sin embargo, el pleno de la Corte Suprema de Chile rechazó el requerimiento, al considerar que no se configuró la causal de remoción.
En octubre de 2022, aun cuando se desempeñaba como Defensora de la Niñez, Muñoz se postuló al cargo de Fiscal Nacional del Ministerio Público, en reemplazo del retirado Fiscal Nacional Jorge Abbot. Sin embargo, su perfil no fue elegido por la Corte Suprema de Chile con el fin de integrar la quina de postulantes para liderar la Fiscalía Nacional.
Muñoz finalizó su mandato como Defensora de la Niñez el 31 de mayo de 2023.
Tras finalizar su período en la Defensoría de la Niñez, abrió su propio estudio jurídico junto al abogado Sergio Salas Andrighetti, llamado "M&S Abogados". En febrero de 2024, a través del Ministerio de Justicia y Derechos Humanos, el presidente Gabriel Boric nombró a Muñoz como abogada integrante de la Corte de Apelaciones de San Miguel por el período de un año.